# NGC 55
NGC 55 (ook wel PGC 1014 of MCG -07-01-013) is een spiraalvormig sterrenstelsel in het sterrenbeeld Beeldhouwer.
NGC 55 werd op 4 augustus 1826 ontdekt door de Schots-Australische astronoom James Dunlop.
Door de eigenaardige vorm ervan kreeg dit object de bijnaam Walvis Sterrenstelsel (Whale Galaxy).
NGC 55 kan vanuit de Benelux niet worden waargenomen daar dit stelsel, tijdens het culmineren ervan, net onder de zuidelijke horizon blijft steken.